# Malation
O malation (português brasileiro) ou malatião (português europeu) é um insecticida inibidor da acetilcolinesterase que não existe naturalmente. Em estado puro é um líquido incolor. O malation de qualidade técnica, que contém mais de 90% de malation e impurezas num solvente, é um líquido pardo amarelado que possui um odor forte.
Requer assessoria professional, se se usar para matar insectos em explorações agrícolas e em jardins, para tratar piolhos na cabeça de seres humanos e para tratar pulgas em animais domésticos. Usa-se também para matar mosquitos e a mosca da fruta em extensas áreas ao ar livre.

## Acondicionamento
Dependendo de como é armazenado pode produzir agentes tóxicos similares como o malaoxon e o isomalaton

## Tabela comparativa
| Nome             | DL50 oral mg.kg-1 |
| ---------------- | ----------------- |
| Malation (puro)  | 10700             |
| Malation técnico | 1000 - 2000       |
| Malaoxon         | 158               |
| Isomalation      | 113               |